# كريل متطاول
ايفوزي متطاول أو كريل متطاول (الاسم العلمي: Stylocheiron elongatum) هو نوع من الحيوانات البحرية يتبع جنس ايفوزي قلمي اليد من فصيلة الايفوزية.